# Vanilla lindmaniana
Vanilla lindmaniana é uma espécie de orquídea de hábito escandente e crescimento reptante que existe no Mato Grosso, Brasil. São plantas clorofiladas de raízes aéreas; sementes crustosas, sem asas; e inflorescências de flores de cores pálidas que nascem em sucessão, de racemos laterais.
Esta espécie pode ser reconhecida entre as Vanilla por apresentar caules comparativamente mais delicados, labelo claramente trilobado, mais curto ou do mesmo comprimento que as sépalas; grandes folhas levemente membranáceas e reticuladas, ovaladas; e flores comparativamente menores, porém bem abertas com pétalas de até 2 por 4,5 centímetros; ovário mais ou menos roliço; e seu hábito terrestre porém subindo nas árvores apoiada por suas raízes aéreas.